# Gemma Rigau Oliver
Gemma Rigau i Oliver (Bañolas, 13 de noviembre de 1948) es una filóloga y lingüista española. Posee un doctorado en filología románica por la Universidad de Barcelona y actualmente es catedrática de filología catalana en la Universidad Autónoma de Barcelona, donde ha sido vicedirectora y directora del Departamento de Filología Hispánica, secretaria y directora del Departamento de Filología Catalana. Desde 1993 coordina el Grupo de Lingüística Teórica.
Ha hecho importantes aportes a la lingüística teórica, que van desde la lingüística del discurso hasta la sintaxis oracional y la estructura del léxico del catalán y las lenguas románicas, así como la descripción sintáctica del catalán, publicando en importantes revistas como Linguistic Inquiry, Revue des Langues Romanes, Journal of Linguistics, Probus, y Thessaurus.

## Honores
1982
- premio Pompeu Fabra del Instituto de Estudios Catalanes
- premio Manuel Sanchis Guarner de la Unidad de la lengua de la Fundació Jaume I

2006
- Medalla Narcís Monturiol al mérito científico y tecnológico, por la Generalidad de Cataluña

Desde 2010
- vicepresidenta de la Sección Filológica del Instituto de Estudios Catalanes, de la que es miembro desde 2002. Con esta institución ha participado en diversos proyectos, como la edición digital de las obras completas de Santiago Rusiñol.[3]

## Algunas publicaciones
- Microvariation in Catalan and Occitan complementizers : the so-called expletive se. Con Jordi Suïls. Catalan J. of linguistics Bellaterra: Univ. Autònoma de Barcelona, Servei de Publicacions 1695-6885 ( 9): 151-165 (2010)

### Libros
- Gramàtica del discurs (1981), edicions UAB, 539 pp. ISBN 978-84-7488-032-8

- Lexicologia i semàntica (1986) con Maria Teresa Cabré, Gran Enciclopèdia Catalana, ISBN 978-84-85194-71-1

- Le Système des temps verbaux en espagnol et en catalan. Con José Ma Brucart. Editor Duculot, 25 pp. 1993

- Gramàtica del Català Contemporani (2002) con Joan Solà i Pujols, Editorial Empúries, 3.495 pp. ISBN 84-7596-908-9, ISBN 978-84-7596-908-4

- A typological approach to Catalan interrogative sentences headed by que (enlace roto disponible en Internet Archive; véase el historial, la primera versión y la última). (2005, con Pilar Prieto)

- El quantificador focal pla : Un estudi de sintaxi dialectal (enlace roto disponible en Internet Archive; véase el historial, la primera versión y la última). (2005) a Caplletra. Revista Internacional de Filologia 36, València, 25-5

- Formación de los sintagmas locativos con adverbio pospuesto (enlace roto disponible en Internet Archive; véase el historial, la primera versión y la última). (2007) (con Manuel Pérez Saldanya) Estudis Romànics XXIX, Barcelona: Institut d'Estudis Catalans, 61- 80

- Verb-particle constructions in Romance: A lexical-syntactic account (2010, con Jaume Mateu). Probus 22 (2), 241–269

- La preposició silent d'alguns verbs de moviment local. Els Marges: revista de llengua i literatura 100: 125-132 ISSN 0210-0452 2013